# Nico Serrano
Nicolás Serrano Galdeano (* 5. März 2003 in Pamplona) ist ein spanischer Fußballspieler. Aktuell steht der Angreifer bei Athletic Bilbao unter Vertrag.

## Karriere

### Verein
Serrano wurde in der spanischen Stadt Pamplona geboren. Er begann das Fußballspielen zunächst in der Jugend von UDC Txantrea und danach in der Jugend des CA Osasuna. 2015 wechselte er zum FC Villarreal, wo er ebenfalls in den Jugendmannschaften zum Einsatz kam, und 2018 schloss er sich schließlich Athletic Bilbao an. Dort durchlief er die restlichen Jugendmannschaften. 2020 wurde er erstmals auch in der 2. Mannschaft eingesetzt, sein Debüt gab er am 18. Juli 2020 bei der 6:7-Niederlage nach Elfmeterschießen gegen den CD Badajoz, bei dem er in der 68. Spielminute für Juan Artola eingewechselt wurde. In der folgenden Saison entwickelte er sich zum festen Bestandteil des Kaders der Mannschaft und kam regelmäßig drittklassigen Segunda División B zum Einsatz. Sein erstes Tor konnte er am 7. November 2020 beim 2:1-Sieg gegen den SD Amorebieta erzielen. Allerdings verpasste er mit seinem Team am Saisonende den Aufstieg.
In der Saison 2021/22 wurde Serrano zum Stammspieler der 2. Mannschaft in der neu gegründeten drittklassigen Primera División RFEF. Daneben wurde er langsam in die 1. Mannschaft in La Liga integriert und nahm an der Saisonvorbereitung teil. Bereits am 16. August 2021, dem 1. Spieltag der Saison, stand er beim 0:0-Unentschieden gegen den FC Elche im Kader von Athletic Bilbao. Sein Debüt in der Liga konnte er schließlich am 11. September 2021 beim 2:0-Sieg gegen RCD Mallorca geben, bei dem er in der 83. Spielminute für Iñaki Williams eingewechselt wurde. Auch bei den folgenden Spielen stand er manchmal im Kader und kam gelegentlich zu weiteren Kurzeinsätzen, gerade in der Rückrunde gehörte er zumeist zum Kader der Basken. So konnte Serrano am 23. Januar 2022 mit dem 1:0-Siegtreffer gegen Rayo Vallecano sein erstes Tor in der Liga erzielen. Insgesamt kam er in 14 Spielen zum Einsatz und stand dabei dreimal in der Startformation.
Im August 2022 schloss sich der Spieler auf Leihbasis für ein Jahr dem Zweitligisten CD Mirandés an. Dort debütierte Serano am 13. August 2022 beim 1:1-Unentschieden gegen Sporting Gijón. Ab Oktober konnte er sich auch in der Stammformation seines Clubs etablieren und bestritt bis Mitte November insgesamt 13 Spiele für die Mannschaft, ehe er bis zum Saisonende aufgrund verschiedener Verletzungen nur noch in drei weiteren Spielen zum Einsatz kam. Im Sommer 2023 verlieh Bilbao Serrano an den niederländischen Erstligisten PEC Zwolle. Im Januar 2024 wurde die Leihe mit Zwolle vorzeitig beendet, um ihn stattdessen für den Rest der Saison an den spanischen Zweitligisten Racing de Ferrol zu verleihen. Im Sommer 2024 kehrte Serrano wieder nach Bilbao zurück.

### Nationalmannschaft
Serrano durchlief eine Vielzahl spanischer Nachwuchsnationalmannschaften. So kam er 2019 zu 6 Einsätzen in der U-16-Nationalmannschaft, bei denen er 4 Tore erzielte. Im September desselben Jahres gab er beim 5:1-Sieg gegen Slowenien sein Debüt in der U-17, bei dem er direkt ein Tor erzielte. Für die Weltmeisterschaft im selben Jahr in Brasilien wurde er allerdings nicht nominiert. Im Dezember folgten jedoch zwei Einsätze in der U-18-Nationalmannschaft. 2021 wurde er auch erstmals in den Kader der U-19-Nationalmannschaft berufen. Sein Debüt gab er am 3. September 2021 beim 5:1-Sieg gegen Mexiko, bei dem er prompt sein erstes Tor erzielte. Bis März 2022 gelangen ihm dort in insgesamt neun Spielen sechs Treffer.